# 士兰微电子
士兰微电子（Silan，上交所：600460）是中国半导体产业領域的一家上市公司以及整合元件製造廠，主要從事集成电路芯片的设计和半导体产品的制造以及微机电系统传感器封装，总部位于杭州市。

## 歷史

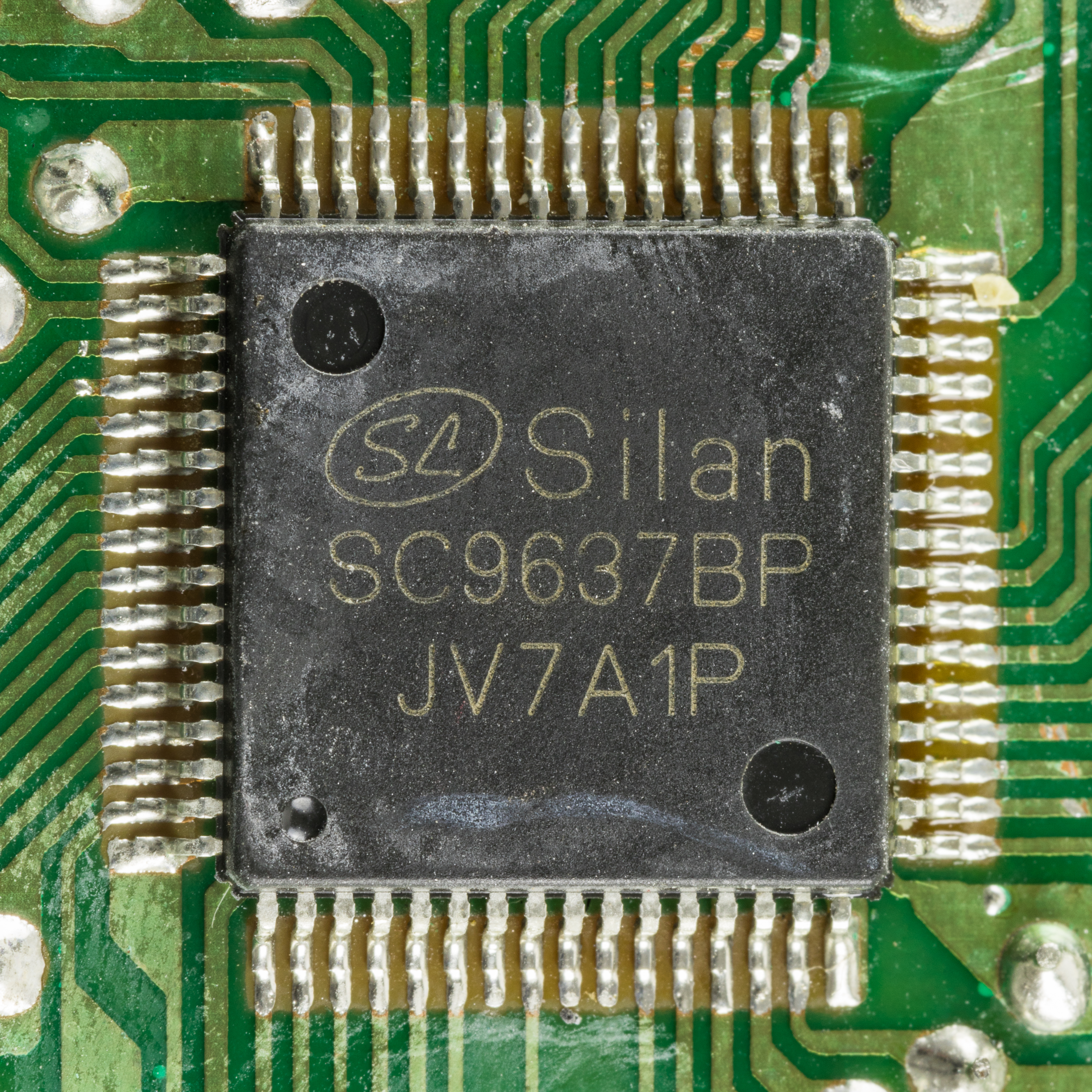
士兰微电子 SC9637BP

1997年9月25日，陈向东与其他七位合伙人共同创立了士兰微电子。
2003年3月11日，士兰微电子在上海证券交易所首次公开募股，士兰微电子也成為中国第一家上市的集成电路设计公司。
士兰微電子上市前有一条5英寸晶圆芯片生产线，月产能達5000片。上市后，士兰微开始布局6英寸生产线。
2007年—2008年環球金融危機期间，士兰微電子因销售订单下滑從而导致现金流量吃紧。杭州市人民政府向士兰微電子提供了纾困资金，使士兰微電子在半年内就还清了贷款。
2017年，士兰微电子的8英寸晶圆厂正式投产，這也是中國首座8英寸晶圆厂。2020年，其月產能達到6萬片。同時，士蘭微電子獲得了來自国家大基金超過10億元的資金支持。
2022年2月，国家大基金向士兰微電子12英寸芯片项目投资6亿元人民币。
2024年5月21日，士兰微电子決定在厦门市海沧区建设一条8英寸碳化硅功率器件芯片制造生产线。